# 노히트 노런
노히트 노런(영어: No Hit No Run) 또는 무피안타 무실점은 야구에서 팀이 최소 9회 동안 단 한 번의 안타 및 실점도 허용하지 않고 완투에 성공한 게임이다. 단, 볼넷, 몸에 맞는 볼, 또는 실책 등에 의한 출루는 가능하다. 어떤 타자도 1루에 가지 못한 퍼펙트 게임도 당연히 노히트 노런이다(단, 역으로는 성립하지 않는다). 대한민국이나 일본의 야구에서는 주로 투수의 기록으로 여긴다.
메이저 리그 야구(Major League Baseball, MLB)에서 공식적으로 노히트 노런은 존재하지 않는다. 다만 노히터(영어: No-hitter), 노히트 게임(영어: No-hit Game, 무피안타 게임)을 공식 기록으로 삼으며, 야구팀이 최소 9회 동안 어떤 안타도 맞지 않고 완료된 시합으로 정의한다. 대한민국이나 일본에서 공식기록으로 삼는 노히트 노런은 노런 노히터(영어: No-run no-hitter)라고 부르며, 구어체로는 노노(영어: No-no)라고 한다. 또한 완투가 필요 없다.
노히트 노런은 승리한 팀 또는 그 팀의 투수만 기록하며, 노히터는 논리적으로 승리한 팀과 패배한 팀이 모두 기록할 수 있다. 대한민국과 일본에서는 노히트노런 패배는 승리한 팀이 노히트노런을 달성한 경우를 이르지만, 미국에서 노히터 패배는 패배한 팀에서 피안타를 0으로 만들고도 패배한 경우를 이른다.

## 대한민국
한국인이 프로야구 선수로서 기록한 최초의 노히트 노런은 1943년 5월 22일 도쿄 교진군의 이팔룡이 나고야군전(고라쿠엔 구장)에서 달성했다. 한편,  김경홍이 1951년 9월 5일 일본 오사카 구장에서 열린 한신 타이거스전에서 달성한 기록은  당시 김경홍이 만 18세 35일이었는데  일본 프로야구 최연소 기록이며, 한국인 프로야구 선수로서도 최연소 기록이다.
다만, 한국 프로야구에서의 최초 기록은 1984년 5월 5일 방수원이 기록했다.

### 한국프로야구의 노히트 노런
- 최초의 노히트 노런은 해태 타이거즈의 방수원이 삼미 슈퍼스타즈를 상대로 기록한 것이다.
- 1988년 4월 2일 장호연의 노히트노런은 개막전에서 나온 노히트노런이자 현재까지 KBO에서 기록 된 노히트 노런 경기 중 유일하게 무 탈삼진 노히트 노런이다.
- 1993년 4월 30일 김원형의 노히트노런은 유일한 무잔루 노히트노런이다.
- 1996년 한국시리즈 4차전에서 현대 유니콘스의 정명원이 포스트시즌에서 사상 최초로 노히트 노런을 달성하였다.
- 2004년 한국시리즈 4차전에서 삼성 라이온즈의 배영수가 10이닝 동안 단 1사사구만 허용하며 호투했으나, 타선이 한 점도 얻어내지 못하면서 게임을 완료하지 못하고 마운드에서 내려왔기 때문에 노히트 노런 달성에 실패하였다.
- 찰리 쉬렉이 2014년 6월 24일에 외국인 선수로는 최초로 노히트 노런을 달성하였다.
- LG 트윈스는 2014년 10월 6일 투수 신정락, 유원상, 신재웅 3명이 NC 다이노스를 상대로 단 한 개의 안타를 내주지 않으며 KBO 최초로 팀 노히트 노런을 기록했다.
- 유네스키 마야가 2015년 4월 9일에 외국인 선수로는 2번째로 노히트 노런을 달성하였다. 상대팀은 넥센 히어로즈, 마지막 타자는 유한준.
- 두산 베어스 투수 마이클 보우덴이 2016년 6월 30일에 외국인 선수로는 3번째로 노히트노런을 달성했다. 상대팀은 NC 다이노스, 마지막 타자는 나성범.
- 2019년 4월 21일 삼성 라이온즈의 덱 맥과이어가 외국인 선수로는 4번째로 노히트노런을 달성했다. 포수는 강민호 상대팀은 한화 이글스, 마지막 타자는 최진행. 삼진 개수 KBO 노히트 노런 역대 최다 13개. 사사구 2개(사구 1개, 볼넷 1개)

| 순서 | 날짜             | 선수명        | 소속팀 | 결과 | 상대팀 | 구장 | 비고                                                                            |
| ---- | ---------------- | ------------- | ------ | ---- | ------ | ---- | ------------------------------------------------------------------------------- |
| 1    | 1984년 5월 5일   | 방수원        | 해태   | 5-0  | 삼미   | 광주 | 삼진 6, 사사구 3 , 포수 : 유승안                                                |
| 2    | 1986년 6월 5일   | 김정행        | 롯데   | 8-0  | 빙그레 | 사직 | 삼진 5, 사사구 4 포수 : 한문연 .김용운                                          |
| 3    | 1988년 4월 2일   | 장호연        | OB     | 4-0  | 롯데   | 사직 | 삼진 0, 사사구 3, 개막전, 역대 최소 투구수 99개, 포수 : 김경문                  |
| 4    | 1988년 4월 17일  | 이동석        | 빙그레 | 1-0  | 해태   | 광주 | 삼진 5, 사사구 0, 실책 2 포수 : 유승안                                          |
| 5    | 1989년 7월 6일   | 선동열        | 해태   | 10-0 | 삼성   | 광주 | 삼진 9, 사사구 3 포수 : 장채근                                                  |
| 6    | 1990년 8월 8일   | 이태일        | 삼성   | 8-0  | 롯데   | 사직 | 삼진 4, 사사구 3 포수 : 이만수                                                  |
| 7    | 1993년 4월 30일  | 김원형        | 쌍방울 | 3-0  | OB     | 전주 | 삼진 6, 사사구 1, 최연소(20세 9개월 25일) 포수 : 김충민                         |
| 8    | 1993년 9월 9일   | 김태원        | LG     | 9-0  | 쌍방울 | 잠실 | 삼진 4, 사사구 3 포수 : 김동수                                                  |
|      | 1996년 10월 20일 | 정명원        | 현대   | 4-0  | 해태   | 인천 | 삼진 9, 사사구 3, 한국시리즈 4차전 포수 김형남                                  |
| 9    | 1997년 5월 23일  | 정민철        | 한화   | 8-0  | OB     | 대전 | 삼진 8, 사사구 0, 낫아웃에 의한 출루 포수 : 강인권                              |
| 10   | 2000년 5월 18일  | 송진우        | 한화   | 6-0  | 해태   | 광주 | 삼진 6, 사사구 3, 최고령(34세 3개월 2일) 포수 : 강인권 한국인 마지막 노히트노런 |
| 11   | 2014년 6월 24일  | 찰스 쉬렉     | NC     | 6-0  | LG     | 잠실 | 삼진 7, 사사구 3, 5150일만에, 외국인 1호, 포수 : 김태군                         |
| 12   | 2015년 4월 9일   | 유네스키 마야 | 두산   | 1-0  | 넥센   | 잠실 | 삼진 8, 사사구 3, 외국인 2호, 포수 : 양의지                                     |
| 13   | 2016년 6월 30일  | 마이클 보우덴 | 두산   | 4-0  | NC     | 잠실 | 삼진 9, 사사구 4, 외국인 3호, 포수 : 양의지                                     |
| 14   | 2019년 4월 21일  | 덱 맥과이어   | 삼성   | 16-0 | 한화   | 대전 | 삼진 13, 사사구 2, 외국인 4호, 포수 : 강민호                                    |

## 미국
메이저 리그 야구(Major League Baseball, MLB)에서 공식적으로 노히터는 야구팀이 최소 9회 동안 어떤 안타도 맞지 않고 완료된 시합으로 정의한다. 상대팀에 안타를 주지 않고 막은 투수는 “노히터를 달성” 또는 “노히트게임을 달성”했다고 일컬어진다.
MLB에서 공식적으로 노히트 노런은 존재하지 않는다. 다만 노히터(영어: No-hitter), 노히트 게임(영어: No-hit Game, 무피안타 게임)을 공식 기록으로 삼으며, 야구팀이 최소 9회 동안 어떤 안타도 맞지 않고 완료된 시합으로 정의한다. 대한민국이나 일본에서 공식기록으로 삼는 노히트 노런은 “노런 노히터”(영어: No-run no-hitter)라고 부르며, 구어체로는 “노노”(영어: No-no)라고 한다.
투수 또는 투수진이 달성한 노히터는 희귀한 기록으로, 메이저 리그에서 1875년부터 지금까지 287회 기록되었으며, 연평균 2회 기록되었다. 대부분의 노히터 기록은 투수 1인이 경기를 마친 경우이며, 드물게는 둘 또는 그 이상의 투수가 합작으로 달성하기도 한다. 한 투수가 기록한 가장 최근의 노히터 기록은 2016년 4월 22일 시카고 컵스의 제이크 아리에타(en:Jake Arrieta)가 신시내티 레즈를 상대로 시카고 리글리 필드에서 기록했다. 여러 투수가 합작(합작 노히터)한 가장 최근 기록은 2014년 9월 1일 필라델피아 필리스의 콜 해멀스, 제이크 디크먼(en:Jake Diekman), 켄 자일즈(en:Ken Giles) 및 조너선 파펠본이 애틀랜타 브레이브스를 상대로 기록했다.
물론 노히터를 달성하고도 실점이나 패배한 경우는 매우 희귀하며, 노히터는 대부분 완봉이다. 메이저 리그 역사에서 노히터를 달성하고도 패전한 기록이 25회 존재한다. 가장 최근 기록은 LA 엔젤스의 어빈 산타나(en:Ervin Santana) 투수가 클리블랜드 인디언스를 상대로 2011년 7월 27일 3:1로 패전한 기록이다. 야구팀이 9이닝 동안 노히터를 기록하고도 진 기록도 2차례 존재한다. 비공식적으로 8이닝 동안 노히터를 기록하고 진 경우도 4차례 이상 존재한다. 비공식인 이유는 9이닝을 채우지 못했기 때문이다.

## 노히트 노런과 노히터의 차이
한국과 일본에서 공식기록으로 삼는 노히트 노런은 안타뿐만 아니라 실점도 하지 않아야 인정된다. 또한 여러 투수가 합작하여 노히트노런을 달성하면, 공식기록이 아닌, 참고기록으로만 인정된다. 즉, 공식기록에서 '팀 노히트노런'이 존재하지 않는다. 또한 노히트노런은 언제나 승리한 팀과 투수만 달성할 수 있으며, 패배한 팀과 투수는 달성할 수 없다.
미국에서 공식기록으로 삼는 노히터의 경우 실점에 상관없이 안타를 맞지 않으면 인정된다. 또한 여러 투수가 합작하여 노히터를 달성해도 인정되며, 이 경우 '팀 노히터'가 동시에 인정된다. 실점해도 인정되기 때문에 승리한 팀과 투수, 패배한 팀과 투수가 동시에 노히터를 달성할 수도 있다.
한편 미국에서 무실점으로 노히터를 달성할 경우 “노런 노히터”라고 부르며, 구어로 “노노”(no-no)라고 한다.

## 같이 보기
- 퍼펙트 게임
- 완봉
- 투구 (야구)